# Laniakea
Laniakea é um superaglomerado de galáxias que contém a Via Láctea e outras galáxias vizinhas, como Andrômeda. Foi definido em setembro de 2014, quando astrônomos da Universidade do Havaí, liderados por R. Brent Tully, publicaram um novo método para definir superaglomerados de acordo com as velocidades relativas das galáxias. Essa nova definição de superaglomerado engloba o anteriormente caracterizado Superaglomerado de Virgem como um apêndice de Laniakea.
O superaglomerado de Laniakea abrange 100 mil galáxias ao longo de 520 milhões de anos-luz. No centro do superaglomerado há um ponto gravitacional central denominado Grande Atrator — que atrai grande parte das galáxias do superaglomerado, fazendo com que o movimento de cada galáxia seja direcionado para esse centro de massa.

## Características

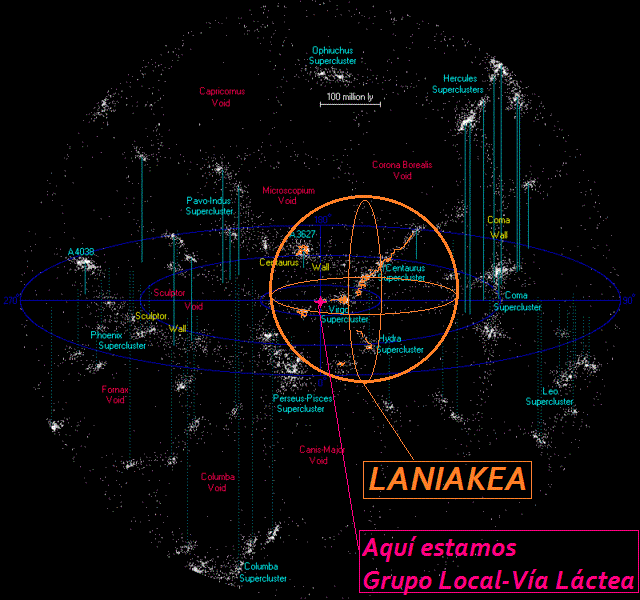
Situação da região de Laniakea, o supercúmulo de galáxias do qual formamos parte através do Grupo Local de galáxias, onde está incluído a Via Láctea e o Sistema Solar.

- É um superaglomerado de galáxias que contém 13 conglomerados de Abell;

- É composta por espaços vazios, e conglomerados de galáxias;

- Tem um diâmetro de aproximadamente 500 milhões de anos-luz;

- Possui fluxos gravitacionais que se direcionam para uma mesma direção: um denso centro de atração.

- Seus limites são os pontos onde os fluxos gravitacionais divergem entre Laniakea e Perseus-Pisces (outro conglomerado vizinho).

- Dentre os filamentos, “redshifts”, que compõem o caminho das galáxias, há uma pequena área, onde encontra-se a Via Láctea, mais precisamente, estamos na divisa entre o fim da Laniakea e início de Perseus-Pisces.[3]

## Método de descobrimento
Um time de cientistas da universidade do Havaí em Honolulu, liderados pelo cientista Brent Tully, coletou dados em mais de 8.000 galáxias que estão ao redor da Via Láctea, concluindo seus estudos em 2014, com uma postagem na revista Nature. Eles mapearam cada posição e movimento dessas galáxias no espaço e, pela primeira vez, mostraram que a nossa galáxia é parte de um sistema ainda maior: o super aglomerado Laniakea. A nossa posição nesse mapa celestial é aninhada no alcance mais distante dessa estrutura (nos arredores), ficando entre o fim da Laniakea e início de Perseus-Pisces.
O universo como um todo pode ser visto como uma intrínseca rede de galáxias, uma rede cósmica, que contém alguns espaços vazios, e outros espaços conhecidos como super aglomerados de galáxias. Estes últimos são as maiores estruturas encontradas até agora no universo, e, por serem extremamente massivas, têm um alto potencial gravitacional capaz inclusive de alterar a própria expansão do universo. Entretanto, cientistas têm granjeado para definir onde acabam e/ou começam tais estruturas.

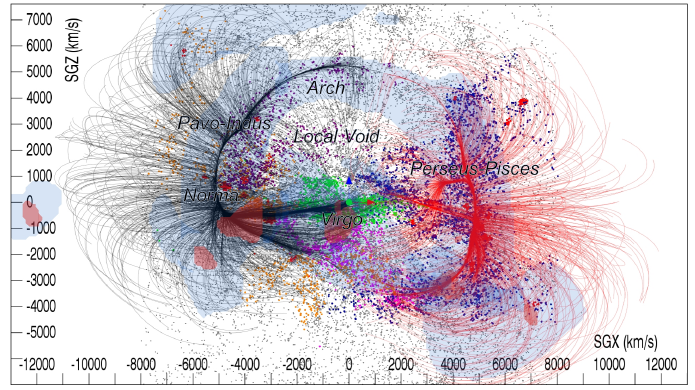
Figura 2: Galáxias que se aproximam (em azul) e se afastam (em vermelho) da Via Láctea.

Para mapear tal super aglomerado, Laniakea, o time de especialistas liderados por Tully estudou os movimentos das galáxias ao redor da Via Láctea em detalhes. Apesar de o universo estar em constante expansão, ou seja, acelerando as galáxias para longe uma das outras, a gravidade também atua, “puxando-as” contra tal aceleração. Utilizaram, para o cálculo, um algoritmo para filtrar essa relação dicotômica de acelerações e contra-acelerações, o Wiener Filter. Descontou-se, assim, a expansão cósmica da força gravitacional dessas superestruturas, e ainda trabalha-se, doravante, para encontrar quais são as galáxias empurradas contra nós. Isso foi o que permitiu a criação de um mapa da fluidez do cosmos, mostrando os caminhos percorridos pelas galáxias, e utilizando desta movimentação, também se fez possível encontrar um novo jeito de mapear a distribuição da matéria no universo. Indo mais a fundo na Laniakea, pode-se observar que a maior parte das galáxias estão sendo puxadas para um denso centro, que é conhecido como o Grande Atrator. A Via Láctea, nossa casa, faz parte desse conjunto nessa região do universo. E, próximo a nós, está Virgem (outro grande e denso conglomerado de galáxias, observadas pela Terra por séculos).
Até agora grupos de astrônomos têm estudado a Via Láctea e suas galáxias vizinhas (como a galáxia de virgem e mais centenas de outros conglomerados) em um super conglomerado, porém, descoberta a Laniakea, parece-nos que este é apenas um ramo de um grupo muito maior de conglomerados. Para desenhar os limites/fronteiras desse mapa cósmico os cientistas, observando a Laniakea e a Perseus-Pisces, definiram o limite como os pontos onde o fluxo das galáxias divergiam. Em outras palavras, onde os fluxos tinham vetor de atração diferentes.

## Local
A Laniakea é composta por mais de 100.000 galáxias incluindo a Via Láctea e o Aglomerado de Virgem, abrangendo cerca de 520 milhões de anos-luz em diâmetro. Cada ano-luz, simboliza o tempo que a luz, cuja velocidade é aproximadamente 300.000 km/s, leva para percorrer uma distância. Essa distância é de aproximadamente 9.460.730.472.580,8 km, o que faz com que o diâmetro da Laniakea seja de aproximadamente 4,9e+21 km.
Para o cálculo deste diâmetro, Tully e sua equipe desenvolveram um novo método para detectar os limites da Laniakea através da computação das velocidades peculiares de mais de 8.000 galáxias. Os cientistas aplicaram o algoritmo de Wiener ao módulo dessa velocidade que revelou os fluxos dos movimentos dessas galáxias em diferentes direções, sendo possível identificar os limites e contornos do super aglomerado.

## Nome
Laniakea significa universo imensurável em havaiano.

## Importância
Mapear a grande estrutura das regiões próximas/vizinhas no Universo é importante por diversas razões. Primeiramente, isso revela em detalhes a enorme estrutura cósmica que cerca a Via Láctea, o que se torna relevante uma vez que detalhes de sistemas longe da Terra são praticamente impossíveis de observar. Em segundo, a morfologia do universo próximo a nós é essencial para uma determinação precisa dos parâmetros cosmológicos — como densidade e energia escura (o que é imaginado ser responsável por conduzir a aceleração da expansão do universo). Ademais, a análise da estrutura cósmica ao redor da Via Láctea ajuda a entender como as galáxias se formam e desenvolvem.

## Curiosidade
As velocidades peculiares das demais galáxias não investigadas pelo estudo não foram computadas devido à grande extensão dos dados.
A análise das informações encontradas até agora nos diz que existe um fluxo estendido para além do fluxo mapeado, alcançando o Superaglomerado de Shapley e isso abre a possibilidade de estarmos dentro de uma estrutura ainda maior. “É claro que não temos ainda dados extensos o suficiente para limitar a fonte dos nossos movimentos da expansão cósmica.”
De acordo com Tully, a descoberta de como funcionam tais estruturas está só começando: "Encontramos nosso endereço local, mas também já observamos que nossa base de atração está sendo puxada por outra base de atração e não entendemos realmente o porquê disso. Ainda não vimos os limites externos de nossos (superaglomerados) vizinhos nem fomos longe o bastante para compreender completamente o que provoca toda a movimentação de nossa galáxia".